# Naujan-et-Postiac
Naujan-et-Postiac è un comune francese di 501 abitanti situato nel dipartimento della Gironda nella regione della Nuova Aquitania.

## Società

### Evoluzione demografica
Abitanti censiti